# General Trias
General Trias is een gemeente in de Filipijnse provincie Cavite. Bij de laatste census in 2007 had de gemeente ruim 218 duizend inwoners.

## Geschiedenis
Op 28 februari 1914 werd de wet aangenomen die de naam van de gemeente San Francisco de Malabon veranderde in Malabon. Later veranderde werd de naam van de gemeente opnieuw veranderd naar General Trias, ter ere van de in de gemeente geboren revolutionaire generaal Mariano Trias.
Op 19 augustus 2015 ondertekende president Benigno Aquino III Republic Act 10675, waarme de gemeente General Trias werd omgevormd in een stad. Als de wet is aangenomen door een meerderheid van de inwoners wordt General Trias de zevende stad in de provincie.

## Geografie

### Bestuurlijke indeling
General Trias is onderverdeeld in de volgende 14 barangays:
| - Alingaro - Arnaldo Pob. - Bacao I - Bacao II - Bagumbayan Pob. - Biclatan - Buenavista I - Buenavista II - Buenavista III - Corregidor Pob. - Dulong Bayan Pob. | - Gov. Ferrer Pob. - Javalera - Manggahan - Navarro - Ninety Sixth Pob. - Panungyanan - Pasong Camachile I - Pasong Camachile II - Pasong Kawayan I - Pasong Kawayan II - Pinagtipunan | - Prinza Pob. - Sampalucan Pob. - San Francisco - San Gabriel Pob. - San Juan I - San Juan II - Santa Clara - Santiago - Tapia - Tejero - Vibora Pob. |

## Demografie
General Trias had bij de census van 2007 een inwoneraantal van 218.387 mensen. Dit zijn 110.696 mensen (102,8%) meer dan bij de vorige census van 2000. De gemiddelde jaarlijkse groei komt daarmee uit op 10,24%, hetgeen hoger is dan het landelijk jaarlijks gemiddelde over deze periode (2,04%). Vergeleken met de census van 1995 is het aantal mensen met 151.550 (226,7%) toegenomen.

De bevolkingsdichtheid van General Trias was ten tijde van de laatste census, met 218.387 inwoners op 81,46 km², 2680,9 mensen per km².

## Geboren in Gen. Trias
- Mariano Trias (12 oktober 1868), revolutionair generaal (overleden 1914).